# Eristalinus trizonatus
Eristalinus trizonatus là một loài ruồi trong họ Ruồi giả ong (Syrphidae). Loài này được Bigot mô tả khoa học đầu tiên năm 1858. Eristalinus trizonatus phân bố ở vùng Châu Phi